# Anexos:Policlínicas de Montevideo

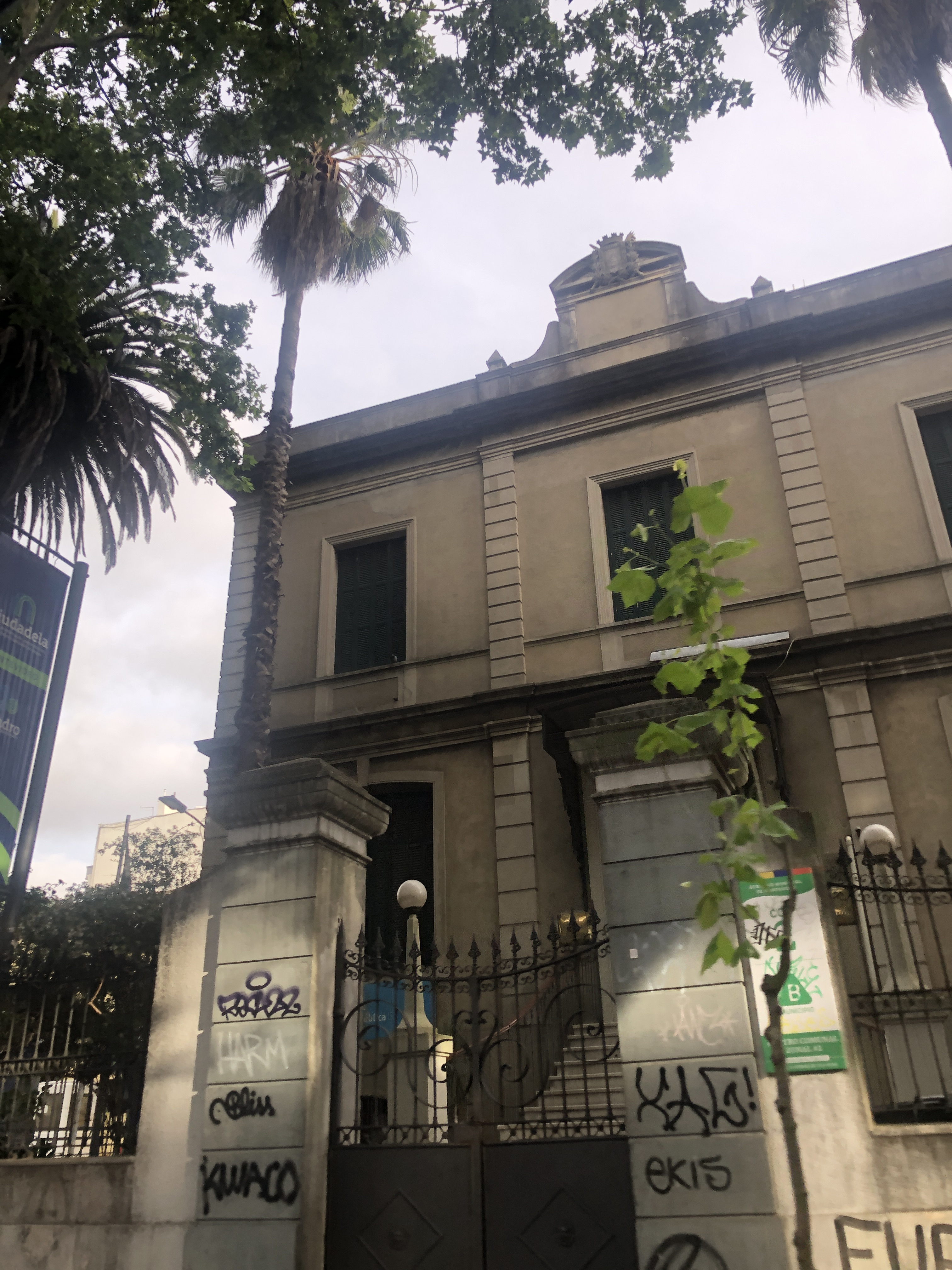
Edificio de la División Salud de la Intendencia de Montevideo.

Las Policlínicas de Montevideo son una red de centros de asistencia del primer nivel de salud gestionadas por la división de Salud del Gobierno de Montevideo.

## Policlínicas

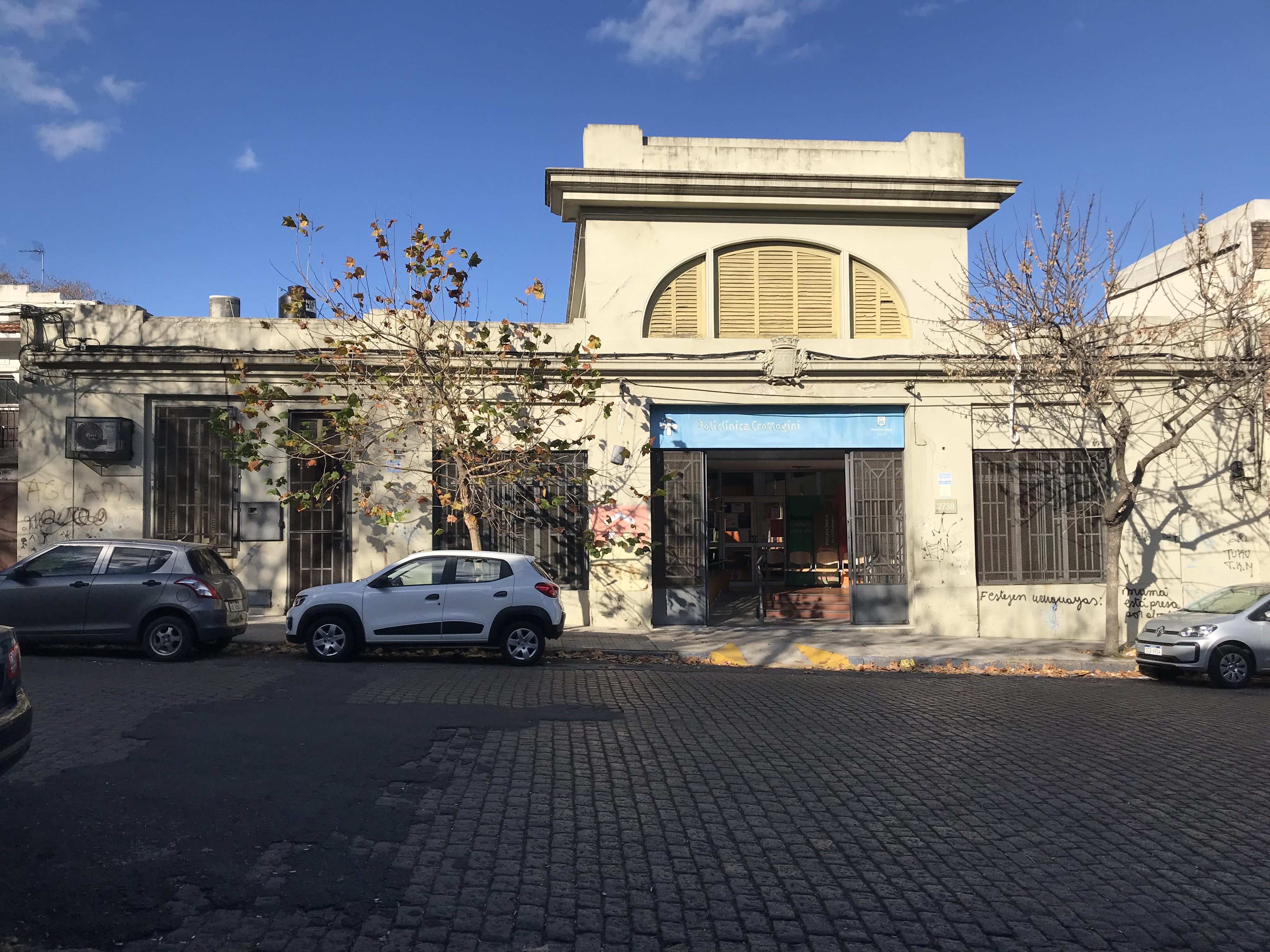
Policlínica Juan José Crottogini en el barrio Reducto.

Existen en total veintitrés centros de asistencia distribuidos en distintos barrios de Montevideo y zonas del departamento.
| Nombre                                  | Ubicación       |
| --------------------------------------- | --------------- |
| Policlínica Juan José Crottogini        | Reducto         |
| Policlínica Punta de Rieles             | Punta de Rieles |
| Policlínica Odontológica Yano Rodríguez | Villa del Cerro |
| Policlínica Aquiles Lanza               |                 |
| Policlínica Barrio Sur                  | Barrio Sur      |
| Policlínica Buceo                       | Buceo           |
| Policlínica Casabó                      | Casabó          |
| Policlínica Casavalle                   | Casavalle       |